# Mesochaetopterus minutus
Mesochaetopterus minutus är en ringmaskart som beskrevs av Thomas Henry Potts 1914. Mesochaetopterus minutus ingår i släktet Mesochaetopterus och familjen Chaetopteridae. Inga underarter finns listade i Catalogue of Life.